# 野生児
野生児（やせいじ、英: feral child）は、なんらかの原因により人間社会から隔離された環境で育った少年・少女のこと。野生人（やせいじん、feral man）とも。特に狼に育てられたと伝えられる事例は多く、wolf child（日本では狼少年、狼少女）といわれる。

## 野生児の分類
野生児には次の3種類がある。
1. 動物化した子ども。つまり、獣が人間の赤ん坊をさらったり、遺棄された子供を拾ったりして、そのまま動物によって育てられた場合。育てていた動物としては、狼・熊・豹・豚・羊・猿・ダチョウといった事例が報告されている。育て親の動物については地域によって特徴があり、東欧では熊、アフリカでは猿、インドでは狼の報告が多い[3]。代表例は狼に育てられたとされるアマラとカマラ。
2. 孤独な子ども。つまり、ある程度は成長した子供が森林などで遭難したり捨てられたりして、他の人間とほとんど接触することなく生存していた場合。絶対的野生児。代表例はアヴェロンの野生児。
3. 放置された子ども。つまり、幼少の頃に適切な養育を受けることなく、長期間にわたって幽閉されていたり放置されていた場合。擬似野生児。野生で育ったわけではないが、幼少期に十分な人間社会との接触が得られなかったという意味で野生児と同等に扱われる。代表例はカスパー・ハウザー。

それぞれの代表例として挙げたアマラとカマラ、アヴェロンの野生児、カスパー・ハウザーについては資料が比較的しっかりと残っており、野生児の研究ではよく取り上げられる。ただし乳児から人間を別種の動物が育てるのはその動物に育てる気があっても非常に困難であり、「動物化した子ども」のカテゴリーはアマラとカマラを含め大半の話が捏造とみなされていて、実際は発達障害等のため捨てられた「孤独な子ども」を動物と結びつけた創作話が多く紛れ込んでいるというのが定説となっている。

## 野生児の記録

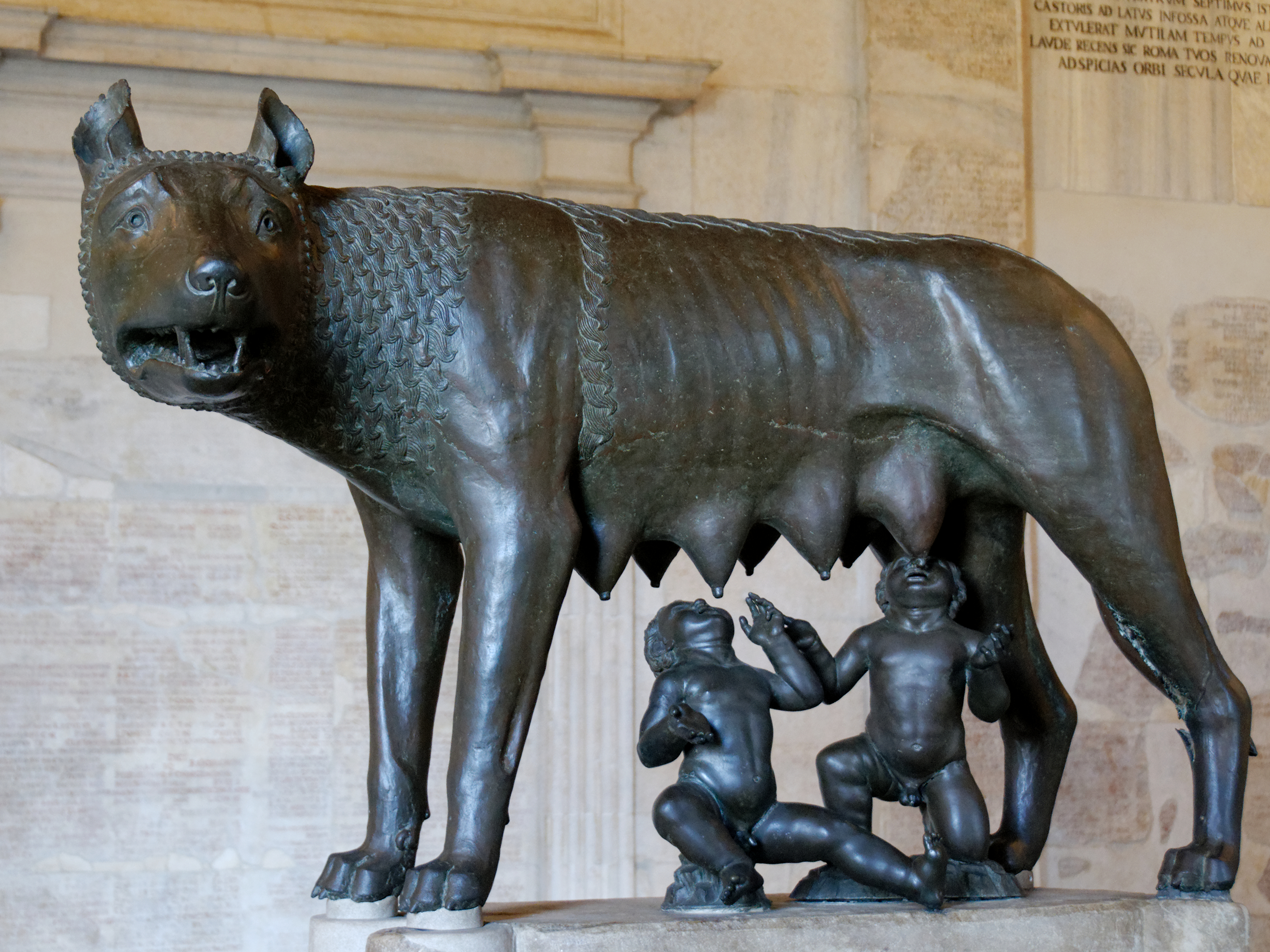
狼の乳を飲むロームルスとレムスの像（カピトリーノ博物館蔵）

野生児の事例はこれまでに多数報告されている。動物に育てられた子どもの話は神話・伝説の中にも見受けられ、例えばローマ神話においてロームルスとレムスは狼によって育てられたとされる。社会心理学者のルシアン・マルソンは、1344年発見のヘッセンの狼少年から1961年発見のテヘランのサル少年まで53のケースを表にまとめており、人類学者のロバート・ジングも35のケースについて解説を行っているほか、31人について各々の野生児の特徴をまとめた総括表も作成している。
しかし、古い事例では信頼性のある詳細な記録が残っていない場合が多く、ロバート・ジングは「ミドナプールの野生児（アマラとカマラ）が、これまで（1942年頃まで）に蓄積された記録のうち科学的資料として認められる唯一の例」だとしている。ただし、アマラとカマラの事例についても、その真実性には議論がある（アマラとカマラの項目を参照）。
また、野生児だと思われていた事例が、後にそうでないと発覚したこともある。1903年に推定12 - 14歳で捕らえられ、類人猿に育てられていたとされていた南アフリカのひひ少年リューカスは、ロバート・ジングによってつくり話だと指摘された。また、1976年5月にブルンジで発見され、猿と一緒に4年程度生活していたとされる少年は、1978年に心理学者のハーラン・レインによってそうではないことが判明した。
野生児が発見・保護された場合、後述するように社会性を失い痴愚的な状態となっているため、人間らしくするための教育が行われることが多いが、ほぼ完全に人間らしさを取り戻した事例は少ない。比較的回復に成功したと考えられるケースとしては、カスパー・ハウザー、小ターザン、ソンジーの少女、隔離児イザベルなどが挙げられる（主な事例の節を参照）。保護された野生児を教育しなおす場合、「動物化した子ども」「孤独な子ども」のケースでは動物との生活や野生での生活で身につけた習慣・条件付けを除去しなければならないが、「放置された子ども」のケースではその必要性はないため、孤立の期間が短ければ回復できる場合が多い。
野生児の事例は、「人間の幼少期に覚えた習慣は恒久的なものとなる」「発達初期段階に社会との接触が得られないと、その後の社会化が困難になる」といったことの根拠としてしばしば用いられる。

## 野生児の特徴
もともと野生人という概念は生物学者のリンネが著書『自然の体系』において初めて科学的に扱った。リンネは野生児ピーターやクラーネンブルクの少女、ソンジーの少女などの実例をいくつか挙げ、野生人の特徴として
1. 四つ足
2. 言葉を話さない
3. 毛で覆われている

の3つを指摘した。このうち3つ目の多毛という特徴は妥当でないことがわかっている（多毛であると報告された野生児の事例の方がわずかである）。ただし、正常な歩行が困難・音声言語を持たないという特徴は多くの事例に適合する。
このほかに、野生児には
1. 暑さや寒さを感じないなど感覚機能が低下している
2. 情緒が乏しく人間社会を避ける
3. 羞恥心がなく衣服を着用しようとしない
4. 相応の年齢になっても性的欲求が発現しにくいまたは発現しても適切な対象と結び付けられない
5. 生肉・臓物など調理されていない食品を好む

といった特徴がしばしばみられる。
野生児が発見・救出されたあとは、共通して痴愚的な状態となっているが、このことからもともと野生児たちは知的障害児あるいは自閉症児であり、だからこそ親に捨てられて野生化したのだと考える人もいる。実際にディナ・サニチャーの事例などは先天的な白痴であったと考えられている。しかし、救出されたのちにほぼ完全に知的に回復した野生児の事例も存在するほか、「何人かの野生児は野生で生き延びるための手段・技能を自力で開発しており、先天的な知的障害であればそういった知恵が働かなかったはず」という反論もある。

## 主な事例
数字は「#野生児の分類」に準じる。
ヘッセンの狼少年
分類：1
7～12歳ぐらいのときに、ドイツのヘッセンで狼といっしょにいるところを捕獲された少年。発見された時期については1341年との報告と1344年との報告の2つがある。同じ時期にヴェッテラヴィーでも野生児が捕らえられている。
クラーネンブルクの少女
分類：2
1717年8月、クラーネンブルクの山中で保護された少女。言葉はきちんとしゃべれなかった。1718年1月、母親が見つかり引きとられ、その後のことは不明となっている。少女は生後1歳4か月の1700年5月5日に誘拐されたまま行方がわからないとされていた（つまり発見当時18歳だったということになる）。
野生児ピーター
分類：2
1724年7月27日に発見され、ピーターと名付けられた野生児。ただし発見時のエピソードなどに関して関係者の証言の相違点・矛盾点が指摘されている。スウィフトの作品中にも登場する。
ソンジーの少女
分類：2
1731年9月、フランスのシャンパーニュ地方ソンジー村で発見された少女（ただしそれまでに別の場所で捕獲されたり発見されたりしている）。発見当時9～10歳程度。魚やカエルを生のまま食べ、しゃべるかわりに金切り声をあげた。その後、野生児の例としては珍しくある程度言葉を話せるようになり、尼僧になった。伝記作家のラ・コンダミーユは、彼女が2度海を渡ったことがあると話したことから、彼女はエスキモー出身だとしている。
クロンスタットの野生児
分類：2
トランシルバニアとワラキアの間で発見され、クロンスタットに移送された22～25歳程度の青年。少なくとも1784年には生存していたとされるが、同年クランスタットを離れ、その後は不明。女性を見かけるとすぐに喜びの大声を上げて欲望を表現したとされるが、これが本当なら成熟した野生人が示した唯一の性的行動の記録といえる。
アヴェロンの野生児
分類：2
1797年に南フランスのタルヌ県で捕らえられた少年。医師のジャン・イタールにより熱心な人間化のための教育がなされた。
カスパー・ハウザー
分類：3
1828年3月26日にドイツのニュルンベルクで発見された少年。幼少の頃のほとんどを地下牢のような場所に幽閉されていたと考えられている。発見後めざましい回復を遂げたが、1833年12月17日に暗殺される。
デビルズリバーの狼少女
分類：1
1845年メキシコのデビルズ川付近で狼の群れに混じって10歳程度の女の子がいることが発見された。一度捕まえたものの、狼の群れが襲ってきて、その隙に逃げられた。
スリーマン卿が報告したインドの狼っ子
分類：1
インドのアウド王国の軍人のスリーマン卿が、著書の『アウド王国旅行記（1849-50年）』（A Journey through the Kingdom of Oude,in 1849-50）において、狼によって育てられた6人の野生児について報告している。スリーマンは、ヒンズー教徒は狼を殺そうとしないためインドにおいてこのような事例が多く発生したと考察している。
オーバーダイクの救貧施設で保護された野生児
分類：共に2
ドイツのオーバーダイクにあったレッケ伯爵の救貧施設では、2人の野生児が保護されていたとされ、文化人類学者のタイラーの論文によって1863年に報告された。
1人目の野生児は、血を流した状態で救貧施設にたどり着いたところを保護された。保護されたときは、ほとんど言葉を話せなかった。その後精神発達がみられ、豚といっしょに生活をしていた過去を語った。
2人目の野生児は、鳥とその習性について高い知識を持っていたとされる。木に登って鳥や卵をとって食べるのがうまかったという。
野生児サニチャー
分類：2
1867年にカジャール族の男性によって狼の巣穴から発見されたインドの少年。もともと白痴であったと考えられている。資料は比較的豊富に存在し、本人の写真も残されている。
発見後、1895年に死去するまでシカンドラ孤児院で過ごしていたが、この孤児院ではサニチャーのほかにも野生児を保護していた事例が報告されている。
インドの豹少年
分類：1
インドで発見された、豹に育てられた少年。その後両親が見つかり、引き取られた。1920年に『ボンベイ博物学協会』誌で報告された。
アマラとカマラ
分類：1
1920年にインドのミドナプール付近で狼とともに発見された2人の少女。発見・保護したシング牧師によって詳細な養育記録が残されているが信憑性に関して疑いがある。
小ターザン
分類：2
エルサルバドルで1933年頃に捕獲され、ソンソナーテ市に移送された少年。発見当時5歳程度で、叫び声やほえ声を上げるだけでほとんど話せず、原始的な状態だった。その後、農業の専門学校でルーベンと名づけられて教育を受け、年齢相応の読みや算数ができるようになった。
隔離児アンナ
分類：3
5歳まで物置に監禁されていた少女。
1932年3月6日に生まれたアンナは、1938年2月にペンシルベニア州から27kmほど離れた農家の物置で発見されるまで、監禁状態だった。救出直後は、立つこともしゃべることもできず、無表情・無関心な状態だった。その後、運動機能などは少しずつ回復したが、言語は習得できなかった。1942年8月6日に病死。ほぼ同時期に救出された後述のイザベルの例とよく比較される。
隔離児イザベル
分類：3
6歳まで、日光のさえぎられた部屋に母親とともに監禁されていた少女。
1932年4月生まれのイザベルは、1938年11月に救出されるまでの間、言葉を話せず知能も遅れていた母親とともに監禁されていた。救出時は歩くことができず言葉もしゃべれなかったが、劇やパントマイムも取り入れた言語訓練の結果、1940年6月の記録では1500～2000の語彙を獲得することができたとされている。
サハラのカモシカ少年
分類：1
1960年にサハラ砂漠でカモシカと暮らしているところを発見された少年。捕獲はされず、ジャン・クロード・アルメンによってその様子が観察された。ただし、詩人であるアルメンによって物語的に報告されているので、実証性のある科学的資料とはいえない。1966年と1970年にアメリカ軍による捕獲作戦が行われたが成功していない。
隔離児ジーニー
分類：3
1970年11月4日にアメリカで救出された少女。1歳過ぎから13歳で救出されるまでの間、ずっと部屋に監禁されていた。
日本での隔離児の事例1
分類：3
1970年代に日本でも、3.3平方メートル程度の囲いの中に2年間以上監禁されていた女の子が救出された事例がある。発見当時は6歳だったが発達は1歳半程度とされ、言葉も数語程度しか話せなかった。しかし救出後には専門家の予想を上回るペースで回復していき、3年後には運動能力は年齢相応の水準に達した。学習面でも、短期記憶力に難はあったが、中学卒業後には無事に県立高校に合格することができた。

日本での隔離児の事例2
分類：3
1972年10月18日に山梨県で、6歳女児と5歳男児の姉弟が左官である37歳の実父により1年半監禁されていた事件が明らかになった。救出時2人は身長80cm、体重8kg程度で、喋らず歩行もできなかった。2人には他に年子の兄弟が5人おり、姉弟と一緒に発見された乳児は肺炎で死亡した。保護された2人は順調に発達し、2年遅れで小学校へ入学する。姉は3児の母となり、弟はサラリーマンとして1児の父となった。なお、本事例のケアには発達心理学者の藤永保が関与し、詳細な医療的記録が残されている。
オクサナ・マラヤ
分類：1
1991年にウクライナで保護された少女。発見当時8歳で、それまでの大半の時間を犬とともにすごしてきた。
ロチョム・プニン
分類：2
2007年1月13日にカンボジアのラタナキリ州で発見された女性。1988年頃に行方不明となり、発見されるまでジャングルを彷徨っていたとされる。
ロシアのナターシャ
分類：3
2009年5月27日に東シベリアのチタで保護された少女。生まれた直後から犬や猫とともにアパートに閉じ込められ、ロシア語を全く話せないという。
ホー・バン・ラン
分類：2
2013年8月、ベトナムで保護された男性。幼いころから40代までジャングルの中で父とともにほとんど社会と隔絶した生活を送った。

## 神話伝説中の事例
神話伝説にも動物に育てられた子どもの事例は数多い。
ギリシア神話では、以下のような例がある。
- ゼウス：その父クロノスは、支配権が奪われるのをおそれて子どもを殺した。ゼウスの母は彼と偽って包んだ石を渡し、彼自身はクレタ島で雌山羊に育てられた。
- アイオロスとボイオトス（双子）：ポセイドンとメラニッペーの子で、山に捨てられて雌牛の乳を飲んで育った。
- テーレポス：テゲア王の子で、山に捨てられ、牝鹿に育てられた。
- アポローンとアカカリスの子は雌狼に育てられた。別の子は山羊の乳で育った。
- トロイア王の息子パリスは、占いによって5日間山に捨てられ、その間熊に育てられた。
- アタランテは父親が森に捨てた後、親切なハンターに見つけられるまで、クマに育てられた。

など、他にも似た例が多い。また、ローマ建国伝説の英雄とされるレムスとロームルスは雌狼の乳で育てられた。

### 他
- モンゴルの神話、ジャンガル
- アメリカの伝説のカウボーイペコス・ビル
- ザール (シャー・ナーメ) - 霊鳥シームルグに育てられる
- エンキドゥ

## 野生児を描いた作品

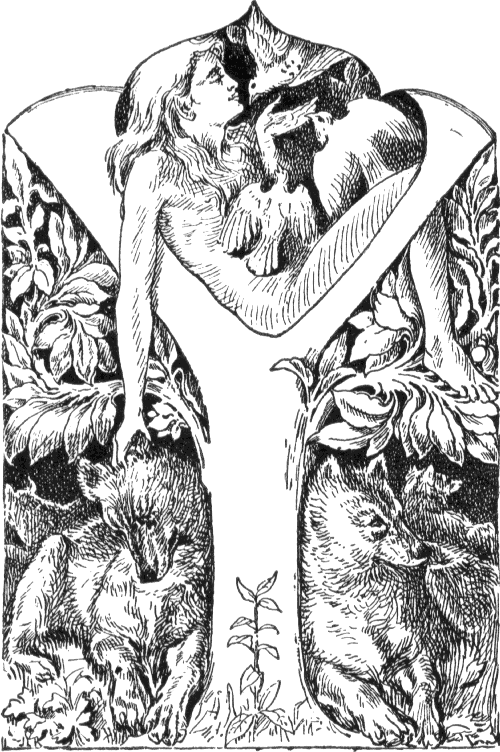
ジャングル・ブックのモーグリ

### 実話を元にしたもの
- 野性の少年 - アヴェロンの野生児の記録を元に制作された映画。
- カスパー・ハウザーの謎 - カスパー・ハウザーの事例を元にした映画。
- マネシツグミは歌わない（英語版） - 隔離児ジーニーの事例を元にした自主制作映画。

### フィクション
- ジャングル・ブック - 狼に育てられた少年モーグリを描いたラドヤード・キップリングの小説。アニメ化もされた。
- ターザン - 類人猿に育てられた少年を描いたエドガー・ライス・バローズの小説。映画・アニメ化された。
- 狼少年ケン - 狼に育てられた少年ケンを描いた大野寛夫原作・演出のアニメ。
- 怪獣王子 - 恐竜ブロントサウルスに育てられた少年が主人公の日本の特撮ドラマ。
- タイガーマスク - 原作・梶原一騎、漫画・辻なおき。東映によりアニメ化もされた。タイガーマスクと対戦するレスラーとして、アフリカのジャングルでマウンテンゴリラに育てられたゴリラマン、カナダの原生林でオオカミに育てられたローン・ウルフが登場する。
- ペルシャがすき! - アフリカの野生少女ペルシャを描いた青沼貴子の漫画。アニメ『魔法の妖精ペルシャ』の原案。
- ジャングルの王者ターちゃん - アフリカで育った青年ターちゃんを描いた徳弘正也の漫画。
- トトの世界 - 野生児トトとの交流を描いたさそうあきらの漫画。ドラマ化もされた。
- ネル - ジョディ・フォスター主演のアメリカ映画。
- もののけ姫 - 山犬に育てられた少女サンを描いた宮崎駿監督による長編アニメ映画。
- イルカの歌（英語版） - イルカに育てられた少女を描いたカレン・ヘスの小説。
- この部室は帰宅しない部が占拠しました。 - ヒロインの桜江ゆすらは、主人公の柊木夕也が通う高校に転校してくるまでは狼と共に生活していた。
- 紅い牙シリーズ - 狼に育てられた少女小松崎蘭を描いた柴田昌弘の漫画。
- 仮面ライダーアマゾン - 仮面ライダーシリーズの一つ。主人公の山本大介/仮面ライダーアマゾンはアマゾンで育った野生児。
- バトルフィーバーJ - スーパー戦隊シリーズの一つ。曙 四郎/バトルケニアはケニア出身の野生児。
- 獣拳戦隊ゲキレンジャー - スーパー戦隊シリーズの一つ。主人公の漢堂ジャン/ゲキレッドは虎に育てられた野生児。
- 進撃の巨人 - クリスタ・レンズ（ヒストリア・レイス）は生後10年間牧場の中に閉じ込められて人間社会から隔離され、7歳の時に異母姉が現れるまで馬からしか愛情を与えられていなかった擬似野生児。上記の分類上は3に当たる。
- ストリートファイターII - ブランカ (ストリートファイター)はアマゾンの奥地で育った野生児。
- ガンスリンガー ストラトス - バン・オードナーは崩壊した日本のジャングルで生活していた野生児で、狼をベースに変移した戦闘獣・シャンドラと共に育った。
- うらら迷路帖 - 主人公の千矢は山で育った野生児の少女。
- 海獣の子供 - 作中に登場する重要人物である海と空はジュゴンに育てられた。五十嵐大介原作。映画化もされた。
- 鬼滅の刃 - 作中に登場する重要人物の一人、嘴平伊之助は15歳頃まで猪に育てられた。
- 劇場版ポケットモンスター ココ - 作中の主要人物であるココはポケモンに育てられた野生児。
- B-伝説! バトルビーダマン - 主人公の大輪ヤマトは、育ての親に拾われるまでは猫と共に生活していた。
- とびだせ!!ターパン - 動物が住む孤島を舞台とした漫画。主人公のターパンは孤島に住む人間の野生児。

### 動物の行動で別種を育てる習性について
- ペット、奴隷 - サムライアリのように異種のアリを捕獲して奴隷化したり、飼育環境下のゴリラなどがネコ・犬を飼育することがある。また犬は多種多様な犬種間で組織を構築する。
- 托卵 - 鳥や爬虫類などが別種・同種の巣に卵を産み育てさせる習性
- 共同繁殖（英語版） - 両親だけでなく祖母や群れ全体、異種間ヘルプなどのヘルパーによって育てる習性
- 救助行動（英語版） - 困った動物がいた場合に助ける習性
- 相利共生 - 異種間でも信頼関係・相互利益関係を築く社会性がある。

### 異種間の養子縁組（adoption アダプション）の例
- バンドウイルカ（親）・カズハゴンドウ（養子） - 属間養子縁組（Cross‐genus adoptions）が確認された[41]。
- ライオン（親）・ヒョウ（養子）[42]